# گنجشک برفی پدر داوید
گنجشک برفی پدر داوید (نام علمی: Montifringilla davidiana) نام یک گونه از سرده گنجشک برفی است.